# Dịch vụ Bưu chính Bắc Triều Tiên
Dịch vụ Bưu chính Bắc Triều Tiên (tiếng Triều Tiên: 조선의 체신체계) hoặc Bưu chính Triều Tiên (tiếng Triều Tiên: 조선 우편) do Bộ Bưu chính và Viễn thông và Cục Bảo trì Truyền thông điều hành, chịu trách nhiệm giám sát hoạt động liên lạc bưu chính, điện tín, dịch vụ điện thoại, chương trình truyền hình, báo chí và các vấn đề liên quan khác.

## Bối cảnh và lịch sử

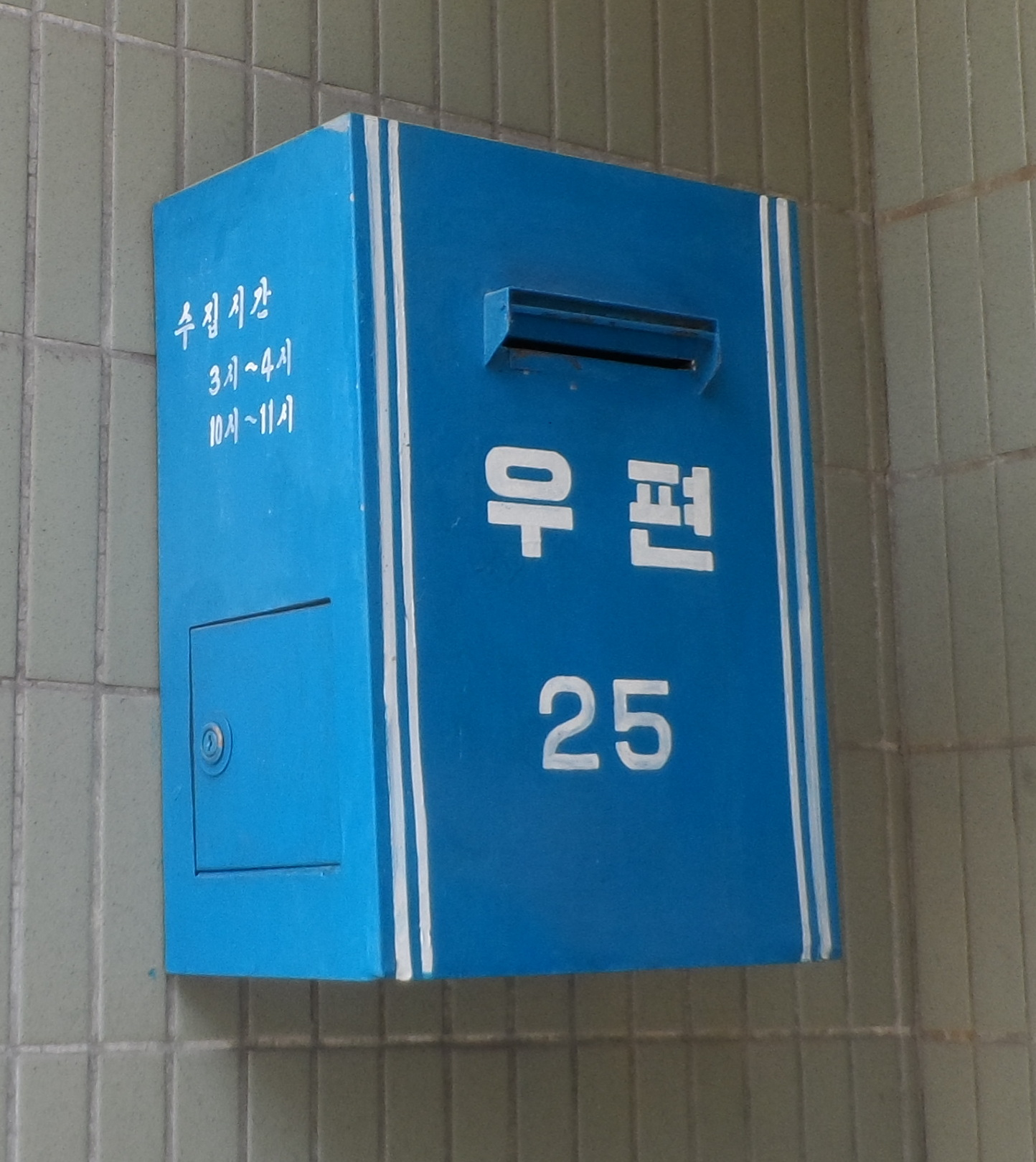
Hộp thư ở Bình Nhưỡng

Giống như nhiều nơi khác ở Bắc Triều Tiên, thông tin nội bộ liên quan đến Bưu chính rất khó tìm và thông tin thu thập được thường được những người đào tẩu Bắc Triều Tiên kể lại, số lượng hoạt động kinh doanh quốc tế bị hạn chế và một số ít viện nghiên cứu của nước này.
Trước nạn đói trong thập niên 1990, dịch vụ điện tín thường mất chưa đầy một tuần và chính phủ cung cấp xe đạp cho bưu cục để đảm bảo việc giao nhận bưu kiện. Tuy nhiên, trong thời gian xảy ra nạn đói (còn gọi là "Hành quân Gian khổ"), việc chuyển phát thư tín ngày càng trở nên rời rạc do thiếu lương thực, điện và nhiên liệu. Trong một số trường hợp, phải mất hơn một tháng để gửi một lá thư từ miền bắc đất nước đến thủ đô Bình Nhưỡng vốn chỉ cách đó vài trăm km và đôi lúc có tin đồn rằng nhân viên đoàn tàu bưu chính cho đốt thư từ nhằm giữ ấm cơ thể mình.
Năm 1992, tất cả quan chức cấp cao đều bị sa thải, Bộ trưởng, Thứ trưởng và gia đình họ bị bắt và đưa vào trại giam vì tội tham ô và lãng phí tiền mua sắm trang thiết bị sản xuất sợi quang cũ từ Anh.
Từ năm 1993, dịch vụ điện thoại cáp quang đã có mặt ở nhiều nơi mà người dân hay gọi là "điện thoại nhẹ". Điều này làm giảm sự phụ thuộc của dân chúng vào điện tín và thư từ.

## Hệ thống bưu chính
Mỗi tỉnh đều có một chi nhánh của Bộ Bưu chính và Viễn thông và cứ mỗi "Ri" (làng) đều có một bưu cục để chuyển phát thư, bưu kiện và điện tín. Lực lượng đặc vụ của Bộ An ninh Quốc gia Triều Tiên đều được bố trí tại văn phòng Bộ để kiểm tra thư từ và giám sát cư dân.
Dù có sẵn hệ thống bưu chính và các tổ chức truyền thông khác do nhà nước điều hành, nhưng truyền miệng vẫn là cách phổ biến nhất để thông tin được lan truyền trên khắp cả nước.

## Quốc tế
Dịch vụ bưu chính giữa Bắc Triều Tiên và Hàn Quốc không tồn tại. Bắc Triều Tiên đang phải hứng chịu nhiều lệnh trừng phạt kinh tế nghiêm ngặt hạn chế những gì có thể được gửi hợp pháp đến quốc gia này. Tại Mỹ, bất kỳ lá thư nào đều được Cơ quan Kiểm soát Tài sản Nước ngoài quản lý và giới hạn thư từ ở dạng bưu phẩm/bưu thiếp hạng nhất và vật phẩm dành cho người mù. Tất cả hàng hóa, tiền tệ, kim loại quý, đồ trang sức, hóa chất/sinh học/phóng xạ và những thứ khác đều bị cấm.